# Teatro Jordão
O Teatro Jordão, foi inaugurado na cidade de Guimarães a 20 de Novembro de 1938, com o nome oficial de Teatro Martins Sarmento, nome atribuído devido a uma decisão política comunicada dias antes da sua inauguração. Foi iniciativa do empresário Bernardino Jordão (1868-1940), concessionário de electricidade de Guimarães, que confiou o projecto e a gestão da construção ao arquitecto e engenheiro civil, Júlio José de Brito (1896-1965), cuja obra mais conhecida é o Teatro Rivoli no Porto.

## História

### Antecedentes
Este teatro nasceu devido à falta de uma sala de concertos digna na cidade de Guimarães, sendo até exigida pela Sociedade de Propaganda e Defesa de Guimarães em 1929. Nesses tempos existiam apenas dois teatros em Guimarães, o Teatro Gil Vicente, na altura encerrado devido a disputas judiciais quanto à autoridade sobre o edifício, e o Teatro Afonso Henriques, construído em 1855 mas encerrado em Fevereiro de 1930 depois de muitos anos de falta de manutenção e infra-estruturas decadentes.

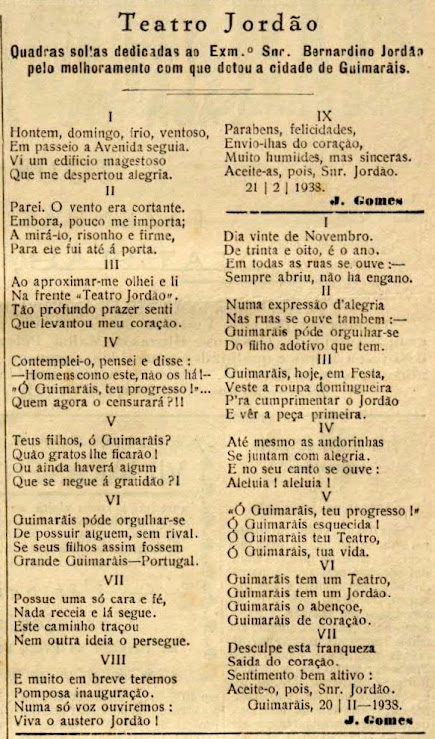
Uma série de quadras no Comércio de Guimarães, agradecendo a Bernardino Jordão pela construção do Teatro Jordão, 1938

A 1 de Janeiro de 1937 Bernardino Jordão confirmou ao jornal O Comércio de Guimarães as suas intenções de construir um novo Teatro: «Vou construir o teatro (que é tão demandado) e conto que ele funcione já no próximo verão.» O mesmo assegurava que um arquitecto tinha iniciado os trabalhos, apreciando diversos locais prováveis para a implantação do tão desejado edifício, que teria as condições para receber espectáculos teatrais e cinematográficos.

#### Teatro Gil Vicente
A disputa judicial entre os inquilinos e proprietários sobre a quem pertenciam os direitos quanto à utilização do Teatro Gil Vicente, a 25 de julho de 1935, levou ao encerramento temporário do único cinema/teatro próprio da cidade (na altura), situação que se prolongou pelos 18 meses seguintes. Entretanto, os cinéfilos de Guimarães tiveram de saciar o seu amor pelo cinema noutros locais, fora da cidade.

#### Teatro Afonso Henriques
A 18 de Fevereiro de 1936, a Câmara Municipal de Guimarães reuniu-se em sessão extraordinária para deliberar sobre a construção de um novo teatro na cidade. A ideia era reconstruir o degradado Teatro Afonso Henriques, que ainda não tinha sido demolido porque a rua que tomaria o seu lugar, prevista num decreto de 1933, não tinha ainda sido construída. Nenhuma solução para o problema surgiu nessa reunião, e começaram logo a circular rumores pela cidade de que a reconstrução do antigo teatro estava paralisada. O teatro acabou por ser demolido mais tarde.

### Construção
A sua construção foi executada pela empresa “SIMCO, Lda.” e teve início a 22 de fevereiro de 1937, na então Avenida Cândido dos Reis, actual Avenida D. Afonso Henriques. Era considerado um edifício “grandioso” para a época, atribuição que se pode verificar pelos seguintes dados publicados no programa distribuído aquando da sua inauguração :
“Para dar uma pequena ideia desta obra apresentam-se os seguintes dados: Gastaram-se entre outros materiais 979 camiões de areia, cascalho e saibro; 684 camiões de perpianho e alvenaria; 62 vagões de cimento, cal, gesso e marmorite; 13 vagões com 127000 quilos de ferro; 31000 ou sejam perto de 30 vagões de tijolos "SIMCO" gastos para os pavimentos. Só os pinheiros utilizados na obra somam um comprimento que chega para fazer uma via dupla desde a Praça do Toural até à Penha. As tábuas e escoras gastas nas cofragens e soalhos chegariam para fazer um tapamento a toda a volta da Praça do Toural com uma altura de 20 metros. Se carregássemos um comboio com todo o material gasto nesta obra, teríamos uma composição de 835 vagões excluindo a máquina e o tender ou seja um comprimento total de 9,2 quilóm., isto é, uma distância igual à que vai da estação de Guimarães até Vizela. Com as 926 lâmpadas num total de 46000 watts aplicadas na iluminação, e distanciadas de 10 m. podiamos iluminar toda esta linha"

### Inauguração
O Teatro Jordão foi inaugurado em 20 de novembro de 1938, com capacidade para mais de 1.200 espectadores. Tinha muitas funções originais, sendo uma delas uma sala de cinema .
Entretanto, a denominação Teatro Martins Sarmento durou até dezembro de 1940, altura em que o Ministro da Educação Nacional autorizou a utilização da denominação Teatro Jordão, após a morte de Bernardino Jordão, em 23 de maio de 1940.

### Encerramento
O Teatro Jordão encerrou no final de Dezembro de 1993. Em Agosto de 2010 a Câmara Municipal de Guimarães comprou o edifício à família Jordão por 2,2 milhões de euros .

### Restauração e reabertura
Em 2012, o projeto do arquiteto Miguel Guedes obteve o primeiro lugar no concurso público promovido pela Câmara Municipal de Guimarães para a reabilitação e reconversão funcional do Teatro Jordão. Em maio de 2017, foi lançado um concurso público para a recuperação do edifício, mas o mesmo foi cancelado por as empresas concorrentes não terem “cumprido o regulamento interno”.
O complexo do Teatro Jordão foi reaberto e inaugurado em 12 de fevereiro de 2022 como Escola de Artes Visuais, Artes Cênicas e Música após quase 30 anos de encerramento. As obras de restauro e reabilitação foram executadas pelo Grupo Pitágoras. O teatro principal tem 400 lugares.
Em 2023 conquistou o Prêmio Nacional do Imobiliário na categoria de Empreendedorismo Coletivo.